# Journal of Physical Education

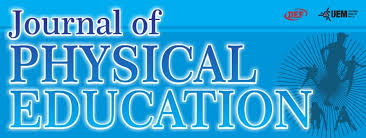
Journal of Physical Education (Maringá)

O Journal of Physical Education é uma publicação periódica acadêmica editada pelo Departamento de Educação Física (DEF) da Universidade Estadual de Maringá (UEM). Criado 1989, publica artigos, resenhas, dossiês temáticos, entrevistas e documentos relacionados à área de educação física, esporte, lazer, saúde e educação. Está disponível no Portal de Periódicos da Universidade Estadual de Maringá.

## Foco e escopo
O Journal of Physical Education  objetiva divulgar a produção do conhecimento relacionado à área da Educação Física.  Tem com missão promover a disseminação de pesquisas científicas em temáticas relevantes para o desenvolvimento acadêmico e profissional no campo da Educação Física.

## História
Discutido em 1988 e criado em 1989, o Journal of Education Education foi criado em um momento de grandes debates sobre a área de educação física. O periódico foi criado no Departamento de Educação Física da Universidade Estadual de Maringá. Desde 1989 até 2006 o Journal of Physical Education circulou em formato impresso. Em 2007 passou a circular também em formato digital, gerenciada pelo Sistema Eletrônico de Editoração de Revista (SEER).
Outro marco importante para a história do periódico ocorreu também em 2007, quando ele foi vinculado ao recém criado Programa de Pós-Graduação Associado em Educação Física UEL- UEM. Em 2008, O Journal of Physical Education foi um primeiros periódicos brasileiros da área a utilizar o Identificador de objeto digital (DOI).
Com a consolidação do processo de recebimento e publicação e artigos, o Journal of Physical education foi indexado em bases indexadoras de alcance global, tais como a Scielo em 2011 e na Scopus em 2016.

## Política de seções
Desde 2024 o Journal of Physical education são publicados artigos originais, artigos de revisão, resenhas, entrevistas e documentos. A publicação de dossiês temáticos também passou a ser estimulada. Antes dessa mudança na política editorial do periódico, publicavam-se apenas artigos originais e artigos de revisão. 

## Política de Ciência Aberta
O Journal of Physical Education adota práticas alinhadas aos princípios da ciência aberta, incentivando a transparência e a reprodutibilidade da pesquisa científica. A política editorial prevê, entre outros aspectos:
- Aceitação de pré-prints como parte do processo de submissão;
- Estímulo à disponibilização dos dados de pesquisa, códigos e outros materiais complementares em repositórios de acesso aberto;
- Incentivo à citação adequada de conjuntos de dados e outros produtos da pesquisa;
- Possibilidade de abertura dos pareceres do processo de avaliação por pares, mediante concordância das partes envolvidas;
- Encorajamento ao uso de licenças abertas que permitam ampla circulação e reutilização dos conteúdos publicados.

Essa política está disponível na página oficial do periódico e segue diretrizes nacionais e internacionais para a promoção da ciência aberta no Brasil. Entre os principais documentos de referência que embasam essa política estão a Recomendação da UNESCO sobre Ciência Aberta (2021), o Plano S da cOAlition S (2018), e, no contexto brasileiro, as Diretrizes para a Ciência Aberta do CNPq (2022) e a Política de Acesso Aberto à Produção Científica da Fiocruz (2014).

## Número Internacional Normalizado para Publicações Seriadas (ISSN)
Desde que o Journal of Physical Education passou a ser publicado eletronicamente, seu ISSN é 2448-2455. Essa mudança de formato também levou à mudança do nome anterior, Revista da Educação Física/UEM, que tinha o ISSN 1983-3083.

## Bases indexadoras
O Journal of Physical Education está indexado nas seguintes bases indexadoras: 
1. Scopus[13]
2. Scielo[14]
3. Google Scholar[15]
4. DOAJ[16]
5. OpenAlex[17]